# Леки крайцери тип „Ла Мот Пике“
Ла Мот Пике (на френски: Lamotte-Picquet) са тип леки крайцери на ВМС на Франция от началото на 20 век, планирани за строеж преди Първата световна война. Според френската терминология от онова време се класифицират като „ескадрени разузнавачи“ (на френски: convoyeur d'escadrilles). Всичко е планирано да се построят 10 единици. Това трябва да станат първите паротурбинни крайцери на френския флот. Главният крайцер е поръчан на 17 юли 1914 г. на военноморския арсенал в Тулон. Залагането на кораба е планирано за ноември 1914 г. Във връзка с началото на Първата световна война строителството е отложено, нееднократно е пренасяно и в крайна сметка е отменено.

## История на проекта
В навечерието на Първата световна война крайцерските сили на ВМС на Франция се оказват в тежко положение. Те се състоят от 25 крайцера, 22 броненосни и 13 бронепалубни, но всички тези кораби вече са морално остарели на фона на чуждестранните им аналози. Всички френски крайцери имат парни машини, а в същото време британският и германският флотове вече активно строят леки крайцери с паротурбинни установки, значително по-бързоходни, отколкото техните френски опоненти. Поради това Морският генерален щаб (на френски: Etat-Major General) през 1909 г. се изказва за създаването на бързоходен „ескадрен разузнавач“, който да съпровожда новите линкори, да води разузнаване и борба с леките сили на неприятеля.
На 30 март 1912 г. във Франция е приет Морски закон, призван да съкрати изоставането на френския флот от великите морски държави. Съгласно този документ се предполага към 1920 г. флотът да има следните сили:
- 28 линкора;
- 10 крайцера-скаути;
- 52 големи разрушителя;
- 94 подводни лодки.

Предложената програма страда от явен дисбаланс. Количеството на леките кораби съвършено не съответства на броя на линкорите. Обаче ограниченото откъм средства ръководство на Морското министерство счита за най-важно строителството на линкори-дредноути, които в онези години се оценяват като главната сила на флота. За това основните бюджети са насочени към построяването на линкорите от типовете „Бретан“, „Норманди“ и „Лион“. Строителството на всички останали типове кораби е предвидено на остатъчен принцип.
Изначално Техническият отдел на морското министерство (на френски: Service Technique des Constructions et Armes Navales) представя проект за достатъчно голям кораб, с нормална водоизместимост от 6000 т. Крайцерът трябва да бъде въоръжен с десет 138,6-мм/45 оръдия, да носи брониран пояс с дебелина 50 – 100 мм, бронирана палуба с дебелина 40 мм и да развива скорост от 27 възела.
Впоследствие Морският генерален щаб отдава предпочитание на крайцери с по-малки размери, между британският тип „Аретуза“ и немските типове „Магдебург“ и „Карлсруе“. При нормална водоизместимост от 4500 тона крайцерът трябва да е въоръжен с осем 138,6-милиметрови оръдия, като за първи път в света носовите и кърмовите двойки оръдия да са поставени по линейно-терасовидната схема, обаче обводите на корпуса си остават архаични, по сравнение с чуждестранните проекти. По-мощната силова установка осигурява скорост до 29 възела. Броневата защита е планирана като крайно слаба и се свежда до тънка бронева палуба над машинно-котелните отделения.